# Japansk ädelcypress
Japansk ädelcypress (Chamaecyparis obtusa) är en cypressväxtart som först beskrevs av Philipp Franz von Siebold och Joseph Gerhard Zuccarini, och fick sitt nu gällande namn av Stephan Ladislaus Endlicher. Japansk ädelcypress ingår i släktet ädelcypresser och familjen cypressväxter. Arten förekommer tillfälligt i Sverige, men reproducerar sig inte.
Arten förekommer på de japanska öarna Honshu, Shikoku och Kyushu samt i Taiwan. Den hittas i kulliga områden och i bergstrakter mellan 100 och 2200 meter över havet. Habitatet är främst fuktiga skogar där japansk ädelcypress är det enda höga trädet eller där arten växer tillsammans med andra barrträd. Undervegetationen utgörs främst av blomväxter.
Landskapsförändringar hotar delar av beståndet. Det befaras att populationen minskar med 30 procent fram till nästa generation. IUCN kategoriserar arten globalt som nära hotad. Populationen i Taiwan klassificeras som sårbar.

## Underarter
Arten delas in i följande underarter:
- C. o. formosana, på Taiwan
- C. o. obtusa

## Bildgalleri

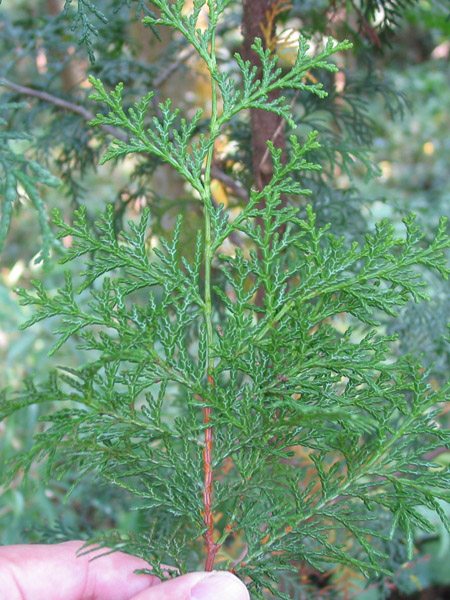
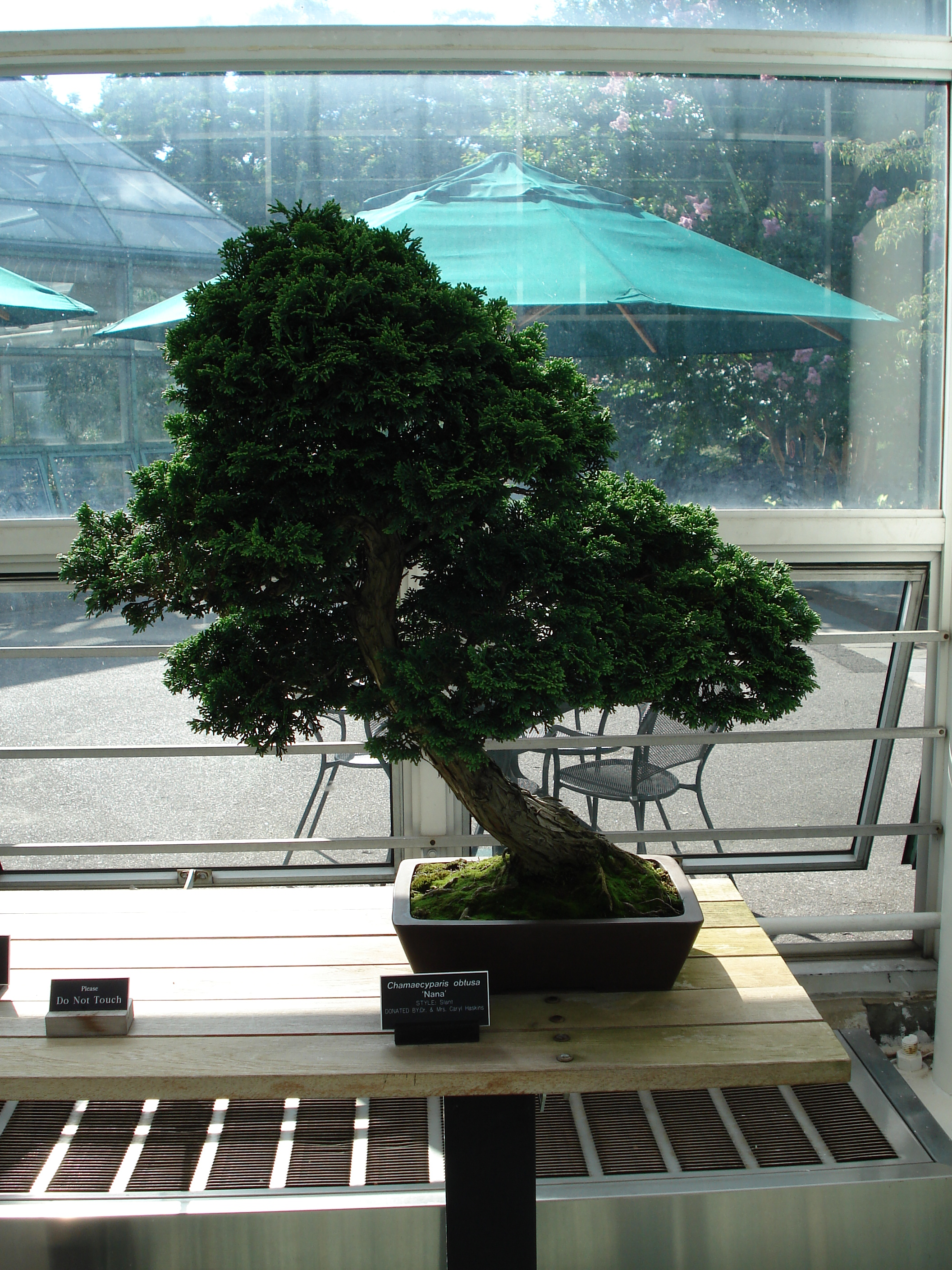
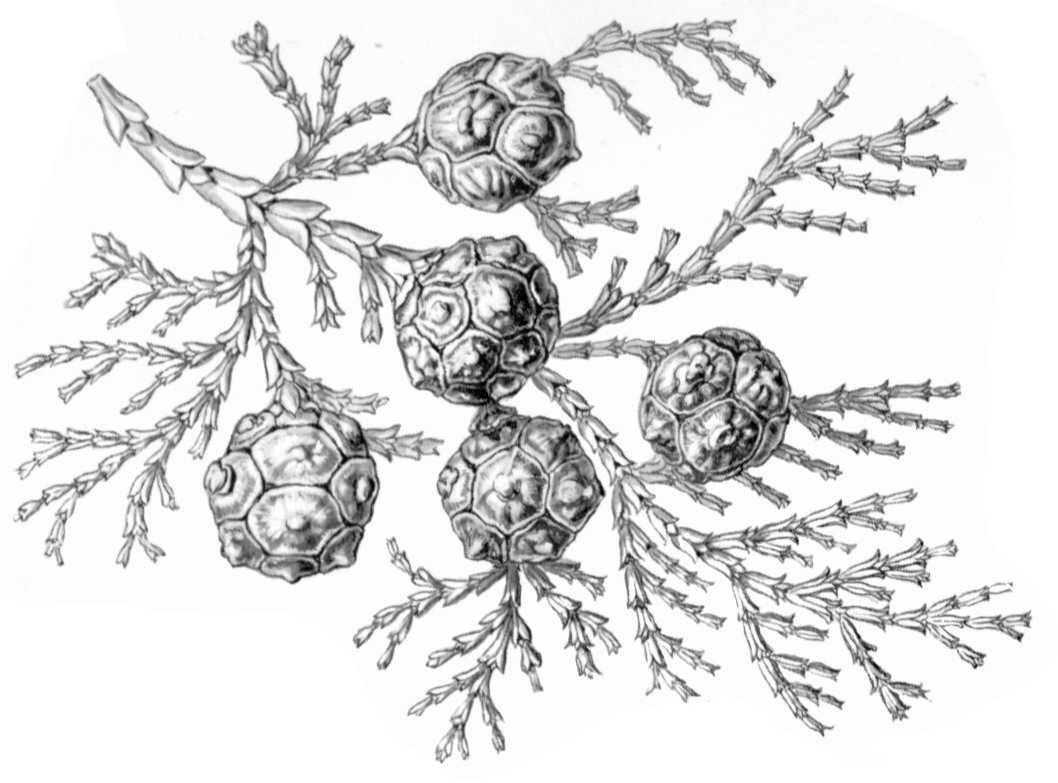
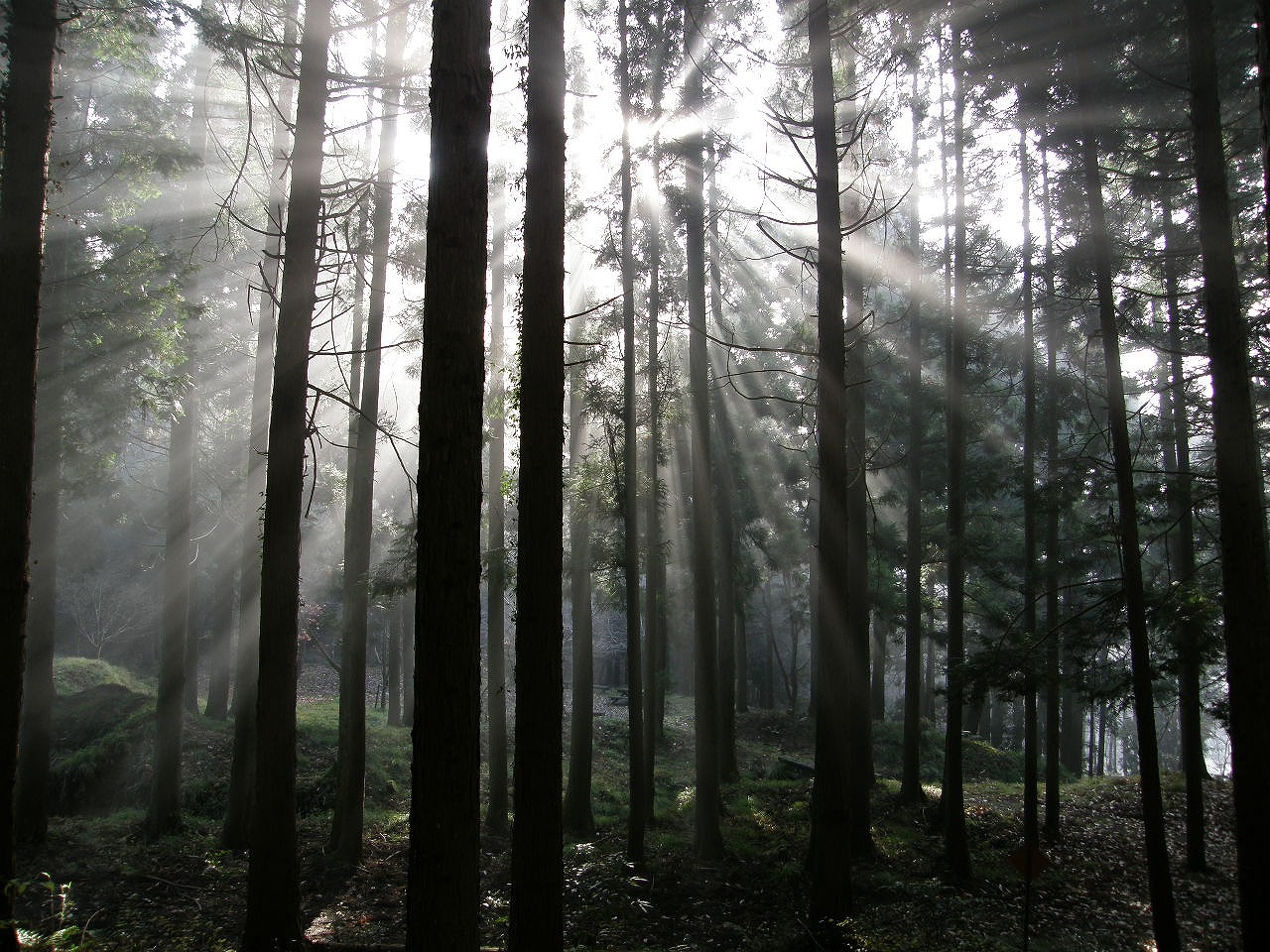
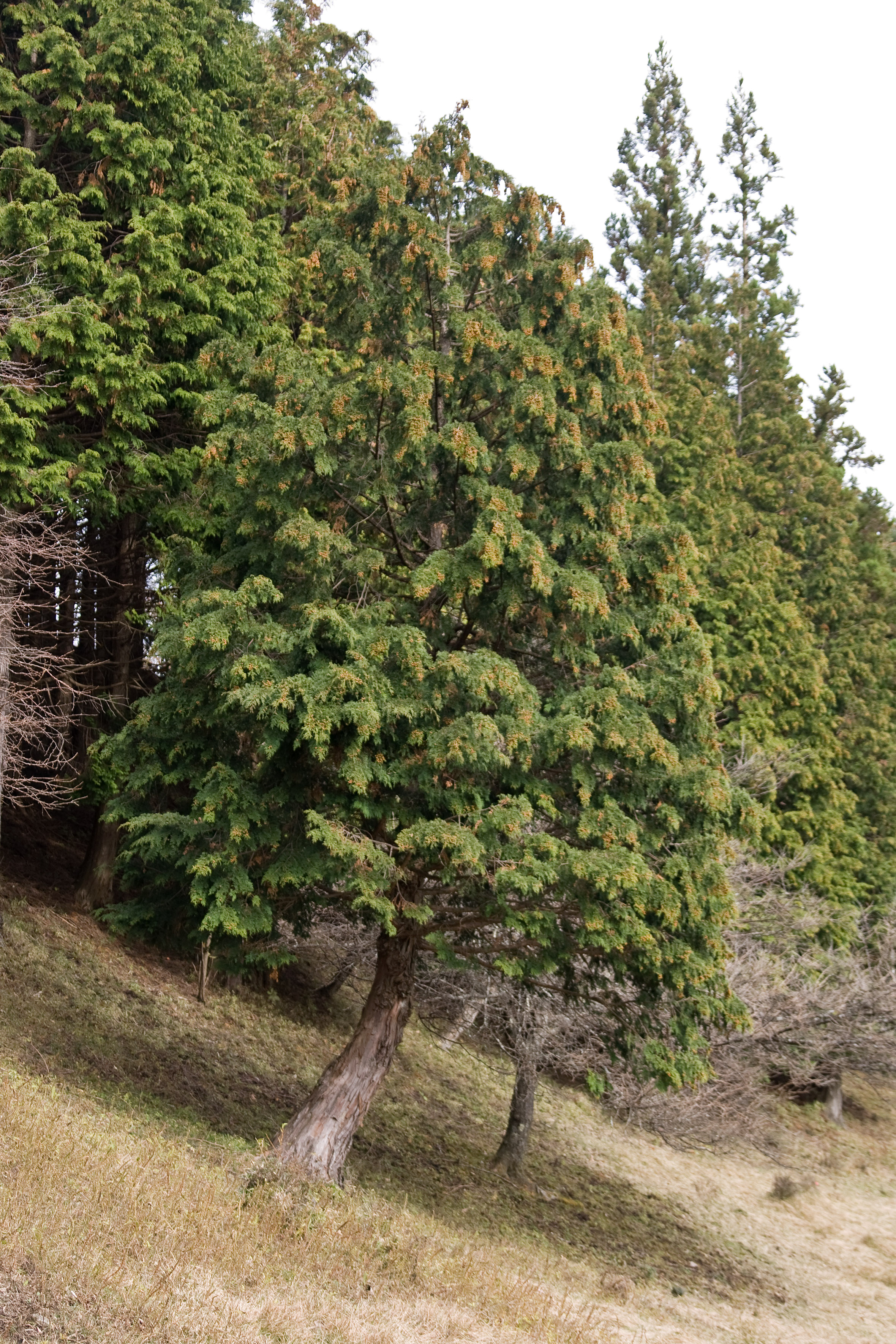
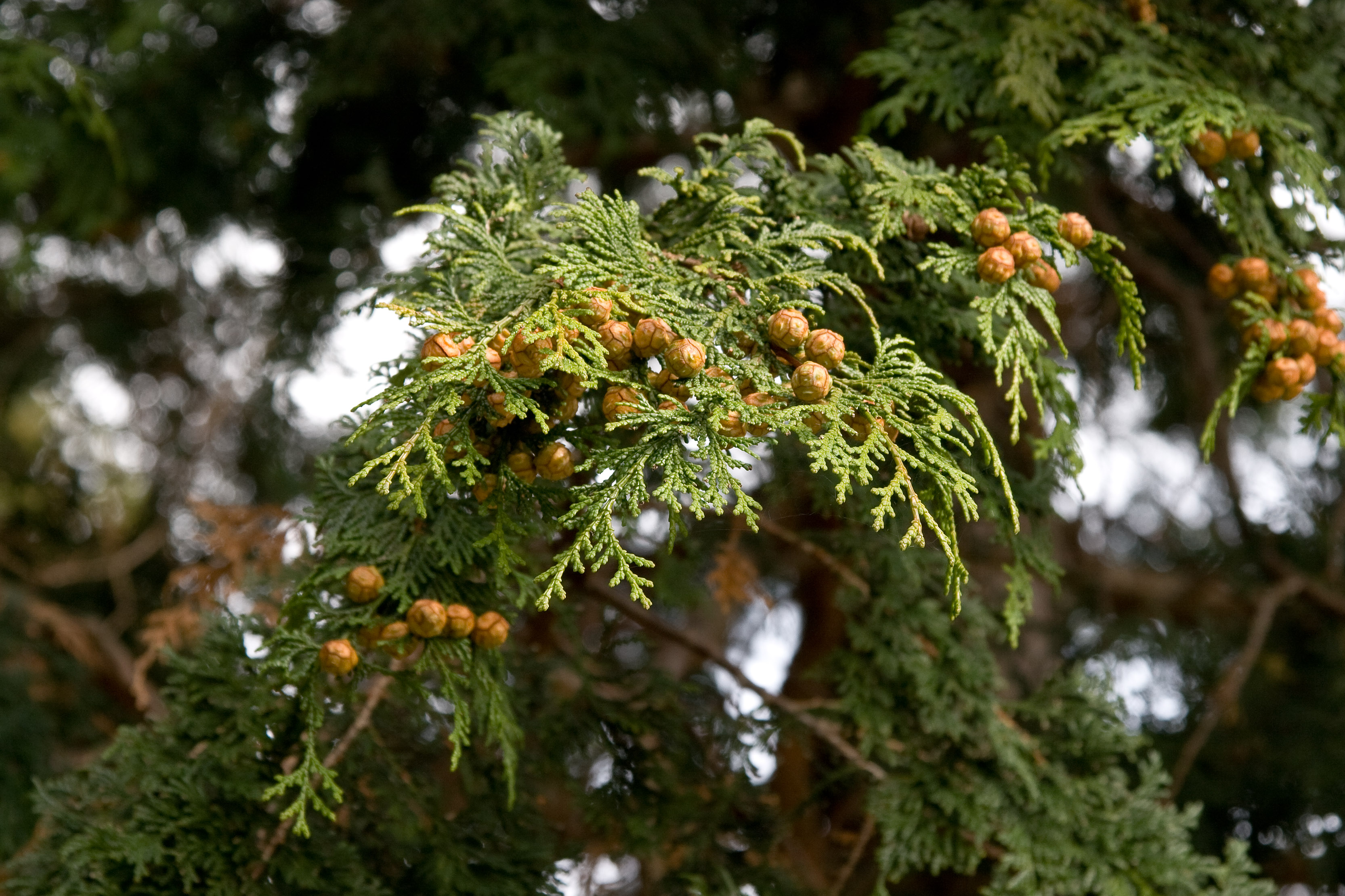